# Ubashi Khan
Ubashi Khan o Ubasha Khan (1744 – Pechino, 1774) fu l'ultimo khan dei calmucchi del Volga. I russi abolirono il khanato dopo che egli lasciò la regione del Volga con la maggior parte del suo popolo e si trasferì nella valle dell'Ili, allora sotto il dominio della dinastia Qing.

## Regno
Come i suoi immediati predecessori, Ubashi era un vassallo dell'Impero russo. Il governo russo era consapevole della necessità di avere come alleati i calmucchi, che fornivano truppe di cavalleria e proteggevano i confini dell'impero, ma continuava a porre ostacoli al nomadismo. La politica di colonizzazione di Carerina II, che portò alla creazione di oltre cento insediamenti russi e tedeschi sul basso Volga in soli quattro anni, creò dissapori tra Ubashi e il governo zarista. I pascoli dei calmucchi erano minacciati dai nuovi insediamenti e con essi il loro sostentamento. I coloni e i cosacchi allontanavano le mandrie dalle fonti d'acqua e proibivano ai calmucchi di utilizzare le terre che avevano acquisito. Diverse linee di fortificazione russe delimitavano i pascoli a nord, sud e ovest e impedivano ai calmucchi di prendere possesso di nuove territori. Inoltre il governo russo, oltre ai circa 300 ostaggi nobili che già vivevano nella capitale russa o ad Astrachan', richiese come ostaggio il figlio di Ubashi. Tra il 1765 e il 1766 Ubashi si lamentò con il governo russo e giunse persino a compiere un'incursione contro un insediamento tedesco vicino a Caricyn. 
Allo scoppio della guerra russo-turca del 1768-1774, Caterina II richiese ai calmucchi un numero di truppe superiore a quello che essi erano disposti a fornire, in considerazione di possibili incursioni da parte del khanato di Kazach. Nel 1769 Ubashi prese comunque parte alla guerra, ma fornì solo la metà delle truppe richieste.

## L'esodo del 1771
Negli anni 1750, in più occasioni, numerosi profughi provenienti dall'Asia Interna in fuga dai conflitti interni degli zungari e dai massacri cinesi degli anni 1757-1758, fuggirono verso ovest. Le autorità russe cercarono senza successo di convertirli al cristianesimo e poi, nonostante le proteste cinesi che chiedevano il loro rimpatrio, li insediarono fra i calmucchi.
Tra il 1767 e il 1770 i calmucchi, che avevano mantenuto rapporti con la loro patria d'origine (gli oirati), decisero di migrare verso est a causa del peggioramento delle condizioni di vita. Il Dalai Lama fissò la data di partenza per il 5 gennaio 1771. Circa 31.000 tende partirono alla data stabilita. I numeri di coloro che intrapresero il viaggio sono stati stimati tra le 150.000 e le 400.000 persone, con circa sei milioni di animali. Le misure adottate dai governatori di Astrachan' e Orenburg per impedire l'esodo arrivarono troppo tardi, ma 11.000 tende che si trovavano a ovest del Volga non poterono partire a causa dell'impossibilità di attraversare il fiume. A seguito di questi avvenimenti Caterina II abolì il khanato calmucco.
I calmucchi che erano riusciti a partire attraversarono le regioni dell'Ural e del Turgai, con grandi difficoltà dovute alla scarsità di cibo e di foraggio. Furono poi attaccati dai kazaki di Nurali (Piccolo žüz) e di Ablai Khan (Medio e Grande žüz) e dai kirghizi. Derubati delle loro mandrie, molti morirono di fame e di sete, furono uccisi o ridotti in schiavitù. Solo 66.000-85.000 sopravvissuti riuscirono a raggiungere il fiume Ili, dove ricevettero il sostegno della Cina della dinastia Qing, che assegnò loro dei pascoli nella regione del fiume Ruo Shui. Ai capi calmucchi fu ordinato di recarsi a Jehol (attuale Chengde), dove furono ricevuti con onore dall'imperatore Qianlong. Nel 1774 e nel 1790, i capi calmucchi (tra i quali il figlio Ubashi) fecero piani, mai realizzati, per tornare sul Volga.